# Miconia friedmaniorum
Miconia friedmaniorum är en tvåhjärtbladig växtart som beskrevs av Frank Almeda och Gina Umaña Dodero. Miconia friedmaniorum ingår i släktet Miconia och familjen Melastomataceae.
Artens utbredningsområde är Costa Rica. Inga underarter finns listade i Catalogue of Life.